# Nani Island
Nani Island ist eine kleine Felseninsel im Hauraki Gulf im Norden der Nordinsel von Neuseeland.

## Geographie
Die Insel befindet sich rund 280 m nördlich von Waiheke Island, nördlich der Repo Bay und nordwestlich der Waiheke Bay. Die Felseninsel hat eine Ausdehnung von rund 1,4 Hektar bei einer Länge von rund 195 m in Ost-West-Richtung und einer maximalen Breite von rund 155 m in Nord-Süd-Richtung. Die Felsen erheben sich maximal 13 m aus dem Meer.